# 瑞典外交部
外交部（瑞典語：Utrikesdepartementet）負責瑞典與其他國家和國際組織的關係，並負責制定發展合作政策和國際貿易政策。外交部與100多個駐外使團共同組成了瑞典對外服務（Swedish Foreign Service）。駐外使團可以是使館，總領事館，代表團或代表。外交部是瑞典政府機關的一部分。
在外交部，彙編了關於對瑞典外交政策有影響的條件的資訊。在外交部，還制定了作為政府外交政策立場基礎的行動選擇。外交部門的任務還包括利用瑞典公民個人和國外組織的利益。

## 歷史
外交部成立於1791年，當時古斯塔夫三世為外國通信設立了國王內閣。實際上，正式命名為外交部的組織成立於1840年。
從13世紀末。在古斯塔夫·瓦薩的指揮下，總理府發展成為處理和派遣政府事務的機構。隨著古斯塔夫二世阿道夫在1620年代的改革，在機會範圍內進行了專業化，使外交事務按國家劃分為秘書。

## 下設機構[3]
瑞典外交部下設的機構分專職部門和地理部門兩種。

### 專職部門
瑞典外交部的專職部門有
1. 歐盟通訊部
2. 歐洲安全政策部
3. 貿易促進、國企和企業社會責任部
4. 國際法、人權和條約部
5. 聯合國政策部
6. 全球議程部
7. 國際貿易政策與歐洲單一市場部
8. 國際發展合作部
9. 領事事務與民法部
10. 衝突與人道主義事務部
11. 通訊部
12. 裁軍與不擴散部
13. 禮賓部

### 地理部門
1. 非洲司
2. 美洲司
3. 亞洲與太平洋區域司
4. 東歐與中亞司
5. 歐盟司
6. 中東與北非司

### 其他部門
1. 財務會記部
2. 財產管理與後勤部
3. 小型使團保障辦公室
4. 人類資源部
5. 規劃與預算部
6. 安全部

## 外部鏈接
- 瑞典政府官網中的外交部頁面 （页面存档备份，存于）